# Hans-Martin Perthel
Hans-Martin Perthel (* 27. September 1919 in Altenburg; † 12. August 1975 in Eisenach) war ein deutscher Maler, Bühnenbildner und Leiter der Requisite an verschiedenen Theatern.

## Leben
Seine Stationen waren als Bühnenbildner 1945–1948 Zeitz, 1948/49 Altenburg, 1949–1951 Altenburg, 1951–1963, Staatskapelle Weimar. Als Bühnenbildner und Ausstattungsleiter war er tätig in Görlitz 1963–1968, Rudolstadt 1969–1971 und Eisenach 1971–1976. Er war bis zu seinem Tode als Bühnenbildner und Ausstattungsleiter tätig. Eisenach war seine letzte Station.
Von Perthel gibt es einen Nachlass im Hauptstaatsarchiv Weimar Darin sind Notizen und Tagebücher, Bühnenentwurfszeichnungen, auch für Kostüme u. ä. zu finden. Manche seiner Malereien, die allerdings nicht unbedingt für die Bühne bestimmt waren, fanden ihren Weg in Auktionshäuser bzw. in den Kunsthandel.
Perthel malte nicht nur realistisch, sondern auch abstrakt. Im Jahr 2016 sind laut seinem Sohn Hans-Gunther Perthel durch ihn von ca. 2000 Bilder Hans-Martin Perthels an das Thüringische Hauptstaatsarchiv Weimar gegangen. Für die Theater- und Operngeschichte ist das eine unschätzbare Quelle. Es gibt auch Porträts von ihm wie eine Studie zu dem der Oberärztin Traute Haupt.